# 乌乌尔·阿克塔什
乌乌尔·阿克塔什（土耳其語：Uğur Aktaş，1995年10月10日—），土耳其男子空手道运动员。他曾代表土耳其参加2020年夏季奥林匹克运动会空手道比赛，获得男子75公斤以上级铜牌。